# Presidente del Estado Mayor Conjunto de los Estados Unidos
El Presidente del Estado Mayor Conjunto (en inglés: Chairman of the Joint Chiefs of Staff) es por ley el oficial militar de mayor rango de las Fuerzas Armadas de los Estados Unidos y es el principal asesor militar del Presidente de los Estados Unidos. Dirige las reuniones y coordina los esfuerzos del Estado Mayor Conjunto.
Aunque el cargo de Presidente del Estado Mayor Conjunto se considera de gran importancia y prestigio, el Estado Mayor Conjunto no tiene ninguna autoridad sobre las fuerzas combatientes, ya que la cadena de mando pasa del Presidente de los Estados Unidos al secretario de Defensa, y de este a los mandos de combate. 
El almirante de la Flota William D. Leahy, sirvió como jefe de Estado Mayor al comandante en jefe del Ejército y la Armada entre 1942 y 1949. El cargo de Leahy fue el precursor del presidente del Estado Mayor Conjunto.

## Jefes de Estado Mayor al comandante en Jefe del Ejército y la Armada
|    | Nombre           | Foto | Servicio | Inicio de mandato   | Fin del mandato     |
| -- | ---------------- | ---- | -------- | ------------------- | ------------------- |
| 1. | William D. Leahy |      | Armada   | 20 de julio de 1942 | 21 de marzo de 1949 |

## Presidentes del Estado Mayor Conjunto
|            | Nombre                | Foto | Servicio          | Inicio de mandato        | Fin del mandato          |
| ---------- | --------------------- | ---- | ----------------- | ------------------------ | ------------------------ |
| 1.         | Omar N. Bradley       |      | Ejército          | 16 de agosto de 1949     | 15 de agosto de 1953     |
| 2.         | Arthur W. Radford     |      | Armada            | 15 de agosto de 1953     | 15 de agosto de 1957     |
| 3.         | Nathan F. Twining     |      | Fuerza Aérea      | 15 de agosto de 1957     | 30 de septiembre de 1960 |
| 4.         | Lyman L. Lemnitzer    |      | Ejército          | 1 de octubre de 1960     | 30 de septiembre de 1962 |
| 5.         | Maxwell D. Taylor     |      | Ejército          | 1 de octubre de 1962     | 1 de julio de 1964       |
| 6.         | Earle G. Wheeler      |      | Ejército          | 3 de julio de 1964       | 2 de julio de 1970       |
| 7.         | Thomas H. Moorer      |      | Armada            | 2 de julio de 1970       | 1 de julio de 1974       |
| 8.         | George S. Brown       |      | Fuerza Aérea      | 1 de julio de 1974       | 20 de junio de 1978      |
| 9.         | David C. Jones        |      | Fuerza Aérea      | 21 de junio de 1978      | 18 de junio de 1982      |
| 10.        | John W. Vessey Jr.    |      | Ejército          | 18 de junio de 1982      | 30 de septiembre de 1985 |
| 11.        | William J. Crowe, Jr. |      | Armada            | 1 de octubre de 1985     | 30 de septiembre de 1989 |
| 12.        | Colin L. Powell       |      | Ejército          | 1 de octubre de 1989     | 30 de septiembre de 1993 |
| (interino) | David E. Jeremiah     |      | Armada            | 1 de octubre de 1993     | 24 de octubre de 1993    |
| 13.        | John M. Shalikashvili |      | Ejército          | 25 de octubre de 1993    | 30 de septiembre de 1997 |
| 14.        | Henry H. Shelton      |      | Ejército          | 1 de octubre de 1997     | 30 de septiembre de 2001 |
| 15.        | Richard B. Myers      |      | Fuerza Aérea      | 1 de octubre de 2001     | 30 de septiembre de 2005 |
| 16.        | Peter Pace            |      | Cuerpo de Marines | 1 de octubre de 2005     | 30 de septiembre de 2007 |
| 17.        | Michael Mullen        |      | Armada            | 1 de octubre de 2007     | 30 de septiembre de 2011 |
| 18.        | Martin Dempsey        |      | Ejército          | 1 de octubre de 2011     | 24 de septiembre de 2015 |
| 19.        | Joseph Dunford Jr.    |      | Cuerpo de Marines | 25 de septiembre de 2015 | 1 de octubre de 2019     |
| 20.        | Mark A. Milley        |      | Ejército          | 1 de octubre de 2019     | 30 de septiembre de 2023 |
| 21.        | Charles Q. Brown Jr.  |      | Fuerza Aérea      | 1 de octubre de 2023     | 21 de febrero de 2025    |
| (interino) | Christopher W. Grady  |      | Armada            | 21 de febrero de 2025    | 11 de abril de 2025      |
| 22.        | John D. Caine         |      | Fuerza Aérea      | 11 de abril de 2025      | En el cargo              |